# Anisodes silas
Anisodes silas là một loài bướm đêm trong họ Geometridae.